# Indian Premier League 2022
Die Indian Premier League 2022 (offiziell: Tata IPL 2021) war die fünfzehnte Saison des im Twenty20-Format ausgetragenen Wettbewerbes für indische Cricket-Teams der zwischen dem 26. März und 29. Mai ausgetragen wurde. Im Finale konnten sich die Gujarat Titans mit 7 Wickets gegen die Rajasthan Royals durchsetzen.

## Teilnehmer
Die zehn teilnehmenden Franchises aus Indien sind:
- Chennai Super Kings
- Delhi Capitals
- Gujarat Titans
- Punjab Kings
- Kolkata Knight Riders
- Lucknow Super Giants
- Mumbai Indians
- Rajasthan Royals
- Royal Challengers Bangalore
- Sunrisers Hyderabad

Vor der Saison gab es eine Auktion für zwei neue Franchises, die zu den Gujarat Titans und die Lucknow Super Giants führte.

## Format
Die Mannschaften wurden in 2 Gruppen aufgeteilt in der sie gegen jede Mannschaft jeweils zwei Mal spielten. Des Weiteren werden zwei Spiele gegen eine Mannschaft der anderen Gruppe mit dem gleichen Setzplatz absolviert sowie jeweils ein Spiel gegen jede andere Mannschaft der anderen Gruppe. So absolviert jedes Team 14 Spiele, von denen sieben als Heim- und sieben als Auswärtsspiele angesehen werden. Die Mannschaften beider Gruppen werden in einer Tabelle geführt. Für einen Sieg gibt es zwei Punkte, für ein No Result ein Punkt. Die vier ersten Teams der Gruppenphase bestreiten das Playoff.

## Stadien
Auf Grund der COVID-19-Pandemie wurde am 24. Februar 2022 verkündet, dass es für die Saison keine Heimstadien geben wird. Dazu werden die Spiele in vier Stadien in der Region Mumbai ausgetragen, um die Reisetätigkeiten zu minimieren.
| Stadion                    | Stadt       | Kapazität | Spiele             |
| -------------------------- | ----------- | --------- | ------------------ |
| Narendra Modi Stadium      | Ahmedabad   | 132.000   | Spiel C; Finale    |
| Eden Gardens               | Kolkata     | 82.000    | Spiel A; Spiel B   |
| Brabourne Stadium          | Mumbai      | 25.000    | 15 Vorrundenspiele |
| Wankhede Stadium           | Mumbai      | 33.000    | 20 Vorrundenspiele |
| DY Patil Stadium           | Navi Mumbai | 55.000    | 20 Vorrundenspiele |
| Subrata Roy Sahara Stadium | Pune        | 42.000    | 15 Vorrundenspiele |

## Ergebnisse

### Tabelle
Die Tabelle der Vorrunde gestaltet sich wie folgt:
| Teams                  | Sp. | S  | N  | NR | P  | NRR    |
| ---------------------- | --- | -- | -- | -- | -- | ------ |
| Gujarat Titans         | 14  | 10 | 4  | 0  | 20 | +0.316 |
| Rajasthan Royals       | 14  | 9  | 5  | 0  | 18 | +0.298 |
| Lucknow Super Giants   | 14  | 9  | 5  | 0  | 18 | +0.251 |
| Royal Chall. Bangalore | 14  | 8  | 6  | 0  | 16 | –0.253 |
| Delhi Capitals         | 14  | 7  | 7  | 0  | 14 | +0.204 |
| Punjab Kings           | 14  | 7  | 7  | 0  | 14 | +0.126 |
| Kolkata Knight Riders  | 14  | 6  | 8  | 0  | 12 | +0.146 |
| Sunrisers Hyderabad    | 14  | 6  | 8  | 0  | 12 | –0.379 |
| Chennai Super Kings    | 14  | 4  | 10 | 0  | 8  | –0.203 |
| Mumbai Indians         | 14  | 4  | 10 | 0  | 8  | –0.506 |

| Qualifiziert fürs Halbfinale |
| ---------------------------- |

### Vorrunde
| 26. März Scorecard | Mumbai (WS) | Chennai Super Kings 131-5 (20)              | – | Kolkata Knight Riders 133-4 (18.3) |
|                    |             | Kolkata Knight Riders gewinnt mit 6 Wickets |   |                                    |

Kolkata Knight Riders gewann den Münzwurf und entschied sich als Feldmannschaft zu beginnen. Als Spieler des Spiels wurde Umesh Yadav ausgezeichnet.
| 27. März Scorecard | Mumbai (BS) | Mumbai Indians 177-5 (20)            | – | Delhi Capitals 179-6 (18.2) |
|                    |             | Delhi Capitals gewinnt mit 4 Wickets |   |                             |

Delhi Capitals gewann den Münzwurf und entschied sich als Feldmannschaft zu beginnen. Als Spieler des Spiels wurde Kuldeep Yadav ausgezeichnet.
| 27. März Scorecard | Navi Mumbai | Royal Chall. Bangalore 205-2 (20)  | – | Punjab Kings 208-5 (19) |
|                    |             | Punjab Kings gewinnt mit 5 Wickets |   |                         |

Punjab Kings gewann den Münzwurf und entschied sich als Feldmannschaft zu beginnen. Als Spieler des Spiels wurde Odean Smith ausgezeichnet.
| 28. März Scorecard | Mumbai (WS) | Lucknow Super Giants 158-6 (20)      | – | Gujarat Titans 161-5 (19.4) |
|                    |             | Gujarat Titans gewinnt mit 5 Wickets |   |                             |

Gujarat Titans gewann den Münzwurf und entschied sich als Feldmannschaft zu beginnen. Als Spieler des Spiels wurde Mohammed Shami ausgezeichnet.
| 29. März Scorecard | Pune | Rajasthan Royals 210-6 (20)          | – | Sunrisers Hyderabad 149-7 (20) |
|                    |      | Rajasthan Royals gewinnt mit 61 Runs |   |                                |

Sunrisers Hyderabad gewann den Münzwurf und entschied sich als Feldmannschaft zu beginnen. Als Spieler des Spiels wurde Sanju Samson ausgezeichnet.
| 30. März Scorecard | Navi Mumbai | Kolkata Knight Riders 128 (18.5)                  | – | Royal Chall. Bangalore 132-7 (19.2) |
|                    |             | Royal Challengers Bangalore gewinnt mit 3 Wickets |   |                                     |

Royal Challengers Bangalore gewann den Münzwurf und entschied sich als Feldmannschaft zu beginnen. Als Spieler des Spiels wurde Wanindu Hasaranga ausgezeichnet.
| 31. März Scorecard | Mumbai (BS) | Chennai Super Kings 210-7 (20)             | – | Lucknow Super Giants 211-4 (19.3) |
|                    |             | Lucknow Super Giants gewinnt mit 6 Wickets |   |                                   |

Lucknow Super Giants gewann den Münzwurf und entschied sich als Feldmannschaft zu beginnen. Als Spieler des Spiels wurde Evin Lewis ausgezeichnet.
| 1. April Scorecard | Mumbai (WS) | Punjab Kings 137 (18.2)                     | – | Kolkata Knight Riders 141-4 (14.3) |
|                    |             | Kolkata Knight Riders gewinnt mit 6 Wickets |   |                                    |

Kolkata Knight Riders gewann den Münzwurf und entschied sich als Feldmannschaft zu beginnen. Als Spieler des Spiels wurde Umesh Yadav ausgezeichnet.
| 2. April Scorecard | Navi Mumbai | Rajasthan Royals 193-8 (20)          | – | Mumbai Indians 170-8 (20) |
|                    |             | Rajasthan Royals gewinnt mit 31 Runs |   |                           |

Mumbai Indians gewann den Münzwurf und entschied sich als Feldmannschaft zu beginnen. Als Spieler des Spiels wurde Jos Buttler ausgezeichnet.
| 2. April Scorecard | Pune | Gujarat Titans 171-6 (20)          | – | Delhi Capitals 157-9 (20) |
|                    |      | Gujarat Titans gewinnt mit 14 Runs |   |                           |

Delhi Capitals gewann den Münzwurf und entschied sich als Feldmannschaft zu beginnen. Als Spieler des Spiels wurde Lockie Ferguson ausgezeichnet.
| 3. April Scorecard | Mumbai (BS) | Punjab Kings 180-8 (20)          | – | Chennai Super Kings 126 (18) |
|                    |             | Punjab Kings gewinnt mit 54 Runs |   |                              |

Chennai Super Kings gewann den Münzwurf und entschied sich als Feldmannschaft zu beginnen. Als Spieler des Spiels wurde Liam Livingstone ausgezeichnet.
| 4. April Scorecard | Navi Mumbai | Lucknow Super Giants 169-7 (20)          | – | Sunrisers Hyderabad 157-9 (20) |
|                    |             | Lucknow Super Giants gewinnt mit 12 Runs |   |                                |

Sunrisers Hyderabad gewann den Münzwurf und entschied sich als Feldmannschaft zu beginnen. Als Spieler des Spiels wurde Acesh Khan ausgezeichnet.
| 5. April Scorecard | Mumbai (WS) | Rajasthan Royals 169-3 (20)                       | – | Royal Chall. Bangalore 173-6 (19.1) |
|                    |             | Royal Challengers Bangalore gewinnt mit 4 Wickets |   |                                     |

Royal Challengers Bangalore gewann den Münzwurf und entschied sich als Feldmannschaft zu beginnen. Als Spieler des Spiels wurde Dinesh Karthik ausgezeichnet.
| 6. April Scorecard | Pune | Mumbai Indians 161-4 (20)                   | – | Kolkata Knight Riders 162-5 (16) |
|                    |      | Kolkata Knight Riders gewinnt mit 5 Wickets |   |                                  |

Kolkata Knight Riders gewann den Münzwurf und entschied sich als Feldmannschaft zu beginnen. Als Spieler des Spiels wurde Dinesh Karthik ausgezeichnet.
| 7. April Scorecard | Navi Mumbai | Delhi Capitals 149-3 (20)                  | – | Lucknow Super Giants 155-4 (19.4) |
|                    |             | Lucknow Super Giants gewinnt mit 6 Wickets |   |                                   |

Lucknow Super Giants gewann den Münzwurf und entschied sich als Feldmannschaft zu beginnen. Als Spieler des Spiels wurde Quinton de Kock ausgezeichnet.
| 8. April Scorecard | Mumbai (BS) | Punjab Kings 189-9 (20)              | – | Gujarat Titans 190-4 (20) |
|                    |             | Gujarat Titans gewinnt mit 6 Wickets |   |                           |

Gujarat Titans gewann den Münzwurf und entschied sich als Feldmannschaft zu beginnen. Als Spieler des Spiels wurde Shubman Gill ausgezeichnet.
| 9. April Scorecard | Navi Mumbai | Chennai Super Kings 154-7 (20)            | – | Sunrisers Hyderabad 155-2 (17.4) |
|                    |             | Sunrisers Hyderabad gewinnt mit 8 Wickets |   |                                  |

Sunrisers Hyderabad gewann den Münzwurf und entschied sich als Feldmannschaft zu beginnen. Als Spieler des Spiels wurde Abishek Sharma ausgezeichnet.
| 9. April Scorecard | Pune | Mumbai Indians 151-6 (20)                         | – | Royal Chall. Bangalore 152-3 (18.3) |
|                    |      | Royal Challengers Bangalore gewinnt mit 7 Wickets |   |                                     |

Royal Challengers Bangalore gewann den Münzwurf und entschied sich als Feldmannschaft zu beginnen. Als Spieler des Spiels wurde Anuj Rawat ausgezeichnet.
| 10. April Scorecard | Mumbai (BS) | Delhi Capitals 215-5 (20)          | – | Kolkata Knight Riders 171 (19.4) |
|                     |             | Delhi Capitals gewinnt mit 44 Runs |   |                                  |

Kolkata Knight Riders gewann den Münzwurf und entschied sich als Feldmannschaft zu beginnen. Als Spieler des Spiels wurde Kuldeep Yadav ausgezeichnet.
| 10. April Scorecard | Mumbai (WS) | Rajasthan Royals 165-6 (20)         | – | Lucknow Super Giants 162-8 (20) |
|                     |             | Rajasthan Royals gewinnt mit 3 Runs |   |                                 |

Lucknow Super Giants gewann den Münzwurf und entschied sich als Feldmannschaft zu beginnen. Als Spieler des Spiels wurde Yuzvendra Chahal ausgezeichnet.
| 11. April Scorecard | Navi Mumbai | Gujarat Titans 162-7 (20)                 | – | Sunrisers Hyderabad 166-2 (19.1) |
|                     |             | Sunrisers Hyderabad gewinnt mit 8 Wickets |   |                                  |

Sunrisers Hyderabad gewann den Münzwurf und entschied sich als Feldmannschaft zu beginnen. Als Spieler des Spiels wurde Kane Williamson ausgezeichnet.
| 12. April Scorecard | Navi Mumbai | Chennai Super Kings 216-4 (20)          | – | Royal Chall. Bangalore 193-9 (20) |
|                     |             | Chennai Super Kings gewinnt mit 23 Runs |   |                                   |

Royal Challengers Bangalore gewann den Münzwurf und entschied sich als Feldmannschaft zu beginnen. Als Spieler des Spiels wurde Shivam Dube ausgezeichnet.
| 13. April Scorecard | Pune | Punjab Kings 198-5 (20)          | – | Mumbai Indians 186-9 (20) |
|                     |      | Punjab Kings gewinnt mit 12 Runs |   |                           |

Mumbai Indians gewann den Münzwurf und entschied sich als Feldmannschaft zu beginnen. Als Spieler des Spiels wurde Mayank Agarwal ausgezeichnet.
| 14. April Scorecard | Navi Mumbai | Gujarat Titans 192-4 (20)          | – | Rajasthan Royals 155-9 (20) |
|                     |             | Gujarat Titans gewinnt mit 37 Runs |   |                             |

Rajasthan Royals gewann den Münzwurf und entschied sich als Feldmannschaft zu beginnen. Als Spieler des Spiels wurde Hardik Pandya ausgezeichnet.
| 15. April Scorecard | Mumbai (WS) | Kolkata Knight Riders 175-8 (20)          | – | Sunrisers Hyderabad 176-3 (17.5) |
|                     |             | Sunrisers Hyderabad gewinnt mit 7 Wickets |   |                                  |

Sunrisers Hyderabad gewann den Münzwurf und entschied sich als Feldmannschaft zu beginnen. Als Spieler des Spiels wurde Rahul Tripathi ausgezeichnet.
| 16. April Scorecard | Mumbai (BS) | Lucknow Super Giants 199-4 (20)          | – | Mumbai Indians 181-9 (20) |
|                     |             | Lucknow Super Giants gewinnt mit 18 Runs |   |                           |

Mumbai Indians gewann den Münzwurf und entschied sich als Feldmannschaft zu beginnen. Als Spieler des Spiels wurde KL Rahul ausgezeichnet.
| 16. April Scorecard | Mumbai (WS) | Royal Chall. Bangalore 189-5 (20)               | – | Delhi Capitals 173-7 (20) |
|                     |             | Royal Challengers Bangalore gewinnt mit 16 Runs |   |                           |

Delhi Capitals gewann den Münzwurf und entschied sich als Feldmannschaft zu beginnen. Als Spieler des Spiels wurde Dinesh Karthik ausgezeichnet.
| 17. April Scorecard | Navi Mumbai | Punjab Kings 151 (20)                     | – | Sunrisers Hyderabad 152 (18.5) |
|                     |             | Sunrisers Hyderabad gewinnt mit 7 Wickets |   |                                |

Sunrisers Hyderabad gewann den Münzwurf und entschied sich als Feldmannschaft zu beginnen. Als Spieler des Spiels wurde Umran Malik ausgezeichnet.
| 17. April Scorecard | Pune | Chennai Super Kings 169-5 (20)       | – | Gujarat Titans 170-7 (19.5) |
|                     |      | Gujarat Titans gewinnt mit 3 Wickets |   |                             |

Gujarat Titans gewann den Münzwurf und entschied sich als Feldmannschaft zu beginnen. Als Spieler des Spiels wurde David Miller ausgezeichnet.
| 18. April Scorecard | Mumbai (BS) | Rajasthan Royals 217-5 (20)         | – | Kolkata Knight Riders 210 (19.4) |
|                     |             | Rajasthan Royals gewinnt mit 7 Runs |   |                                  |

Kolkata Knight Riders gewann den Münzwurf und entschied sich als Feldmannschaft zu beginnen. Als Spieler des Spiels wurde David Miller ausgezeichnet.
| 19. April Scorecard | Navi Mumbai | Royal Chall. Bangalore 181-6 (20) | – | Lucknow Super Giants 163-8 (20) |
|                     |             | Royal Challengers Bangalore       |   |                                 |

Lucknow Super Giants gewann den Münzwurf und entschied sich als Feldmannschaft zu beginnen. Als Spieler des Spiels wurde Faf du Plessis ausgezeichnet.
| 20. April Scorecard | Mumbai (BS) | Punjab Kings 115 (20)                | – | Delhi Capitals 119-1 (10.3) |
|                     |             | Delhi Capitals gewinnt mit 9 Wickets |   |                             |

Spiel sollte ursprünglich in Pune stattfinden, wurde jedoch nach Mumbai verlegt, nachdem es im Team der Delhi Capitals zu COVID-Ausbrüchen kam. Delhi Capitals gewann den Münzwurf und entschied sich als Feldmannschaft zu beginnen. Als Spieler des Spiels wurde Kuldeep Yadav ausgezeichnet.
| 21. April Scorecard | Navi Mumbai | Mumbai Indians 155-7 (20)                 | – | Chennai Super Kings 156-7 (20) |
|                     |             | Chennai Super Kings gewinnt mit 3 Wickets |   |                                |

Chennai Super Kings gewann den Münzwurf und entschied sich als Feldmannschaft zu beginnen. Als Spieler des Spiels wurde Mukesh Choudhary ausgezeichnet.
| 22. April Scorecard | Pune | Rajasthan Royals 222-2 (20)          | – | Delhi Capitals 207-8 (20) |
|                     |      | Rajasthan Royals gewinnt mit 15 Runs |   |                           |

Delhi Capitals gewann den Münzwurf und entschied sich als Feldmannschaft zu beginnen. Als Spieler des Spiels wurde Jos Butler ausgezeichnet.
| 23. April Scorecard | Navi Mumbai | Gujarat Titans 156-9 (20)         | – | Kolkata Knight Riders 148-8 (20) |
|                     |             | Gujarat Titans gewinnt mit 8 Runs |   |                                  |

Gujarat Titans gewann den Münzwurf und entschied sich als Schlagmannschaft zu beginnen. Als Spieler des Spiels wurde Rashid Khan ausgezeichnet.
| 23. April Scorecard | Mumbai (BS) | Royal Chall. Bangalore 68 (16.1)          | – | Sunrisers Hyderabad 72-1 (8) |
|                     |             | Sunrisers Hyderabad gewinnt mit 9 Wickets |   |                              |

Sunrisers Hyderabad gewann den Münzwurf und entschied sich als Feldmannschaft zu beginnen. Als Spieler des Spiels wurde Marco Jansen ausgezeichnet.
| 24. April Scorecard | Mumbai (WS) | Lucknow Super Giants 168-6 (20)         | – | Mumbai Indians 132-8 (20) |
|                     |             | Luckow Super Giants gewinnt mit 36 Runs |   |                           |

Mumbai Indians gewann den Münzwurf und entschied sich als Feldmannschaft zu beginnen. Als Spieler des Spiels wurde KL Raul ausgezeichnet.
| 25. April Scorecard | Mumbai (WS) | Punjab Kings 187-4 (20)          | – | Chennai Super Kings 176-6 (20) |
|                     |             | Punjab Kings gewinnt mit 11 Runs |   |                                |

Chennai Super Kings gewann den Münzwurf und entschied sich als Feldmannschaft zu beginnen. Als Spieler des Spiels wurde Shikhar Dhawan ausgezeichnet.
| 26. April Scorecard | Pune | Rajasthan Royals 144-8 (20)          | – | Royal Chall. Bangalore 115 (19.3) |
|                     |      | Rajasthan Royals gewinnt mit 29 Runs |   |                                   |

Royal Challengers Bangalore gewann den Münzwurf und entschied sich als Feldmannschaft zu beginnen. Als Spieler des Spiels wurde Riyan Parag ausgezeichnet.
| 27. April Scorecard | Mumbai (WS) | Sunrisers Hyderabad 195-6 (20)       | – | Gujarat Titans 199-5 (20) |
|                     |             | Gujarat Titans gewinnt mit 5 Wickets |   |                           |

Gujarat Titans gewann den Münzwurf und entschied sich als Feldmannschaft zu beginnen. Als Spieler des Spiels wurde Umran Malik ausgezeichnet.
| 28. April Scorecard | Mumbai (WS) | Kolkata Knight Riders 146-9 (20)     | – | Delhi Capitals 150-6 (19) |
|                     |             | Delhi Capitals gewinnt mit 4 Wickets |   |                           |

Delhi Capitals gewann den Münzwurf und entschied sich als Feldmannschaft zu beginnen. Als Spieler des Spiels wurde Kuldeep Yadav ausgezeichnet.
| 29. April Scorecard | Pune | Lucknow Super Giants 153-8 (20)          | – | Punjab Kings 133-8 (20) |
|                     |      | Lucknow Super Giants gewinnt mit 20 Runs |   |                         |

Punjab Kings gewann den Münzwurf und entschied sich als Feldmannschaft zu beginnen. Als Spieler des Spiels wurde Krunal Pandya ausgezeichnet.
| 30. April Scorecard | Mumbai (BS) | Royal Chall. Bangalore 170-6 (20)    | – | Gujarat Titans 174-4 (19.3) |
|                     |             | Gujarat Titans gewinnt mit 6 Wickets |   |                             |

Royal Challengers Bangalore gewann den Münzwurf und entschied sich als Schlagmannschaft zu beginnen. Als Spieler des Spiels wurde Rahul Tewatia ausgezeichnet.
| 30. April Scorecard | Navi Mumbai | Rajasthan Royals 158-6 (20)          | – | Mumbai Indians 161-5 (19.2) |
|                     |             | Mumbai Indians gewinnt mit 5 Wickets |   |                             |

Mumbai Indians gewann den Münzwurf und entschied sich als Feldmannschaft zu beginnen. Als Spieler des Spiels wurde Suryakumar Yadav ausgezeichnet.
| 1. Mai Scorecard | Mumbai (WS) | Lucknow Super Giants 195-3 (20)         | – | Delhi Capitals 189-7 (20) |
|                  |             | Lucknow Super Giants gewinnt mit 6 Runs |   |                           |

Lucknow Super Giants gewann den Münzwurf und entschied sich als Schlagmannschaft zu beginnen. Als Spieler des Spiels wurde Mohsin Khan ausgezeichnet.
| 1. Mai Scorecard | Pune | Chennai Super Kings 202-2 (20)          | – | Sunrisers Hyderabad 189-6 (20) |
|                  |      | Chennai Super Kings gewinnt mit 13 Runs |   |                                |

Sunrisers Hyderabad gewann den Münzwurf und entschied sich als Feldmannschaft zu beginnen. Als Spieler des Spiels wurde Ruturaj Gaikwad ausgezeichnet.
| 2. Mai Scorecard | Mumbai (WS) | Rajasthan Royals 152-5 (20)                 | – | Kolkata Knight Riders 158-3 (19.1) |
|                  |             | Kolkata Knight Riders gewinnt mit 7 Wickets |   |                                    |

Kolkata Knight Riders gewann den Münzwurf und entschied sich als Feldmannschaft zu beginnen. Als Spieler des Spiels wurde Rinku Singh ausgezeichnet.
| 3. Mai Scorecard | Navi Mumbai | Gujarat Titans 143-8 (20)          | – | Punjab Kings 145-2 (16) |
|                  |             | Punjab Kings gewinnt mit 8 Wickets |   |                         |

Gujarat Titans gewann den Münzwurf und entschied sich als Schlagmannschaft zu beginnen. Als Spieler des Spiels wurde Kagiso Rabada ausgezeichnet.
| 4. Mai Scorecard | Pune | Royal Chall. Bangalore 173-8 (20)               | – | Chennai Super Kings 160-8 (20) |
|                  |      | Royal Challengers Bangalore gewinnt mit 13 Runs |   |                                |

Chennai Super Kings gewann den Münzwurf und entschied sich als Feldmannschaft zu beginnen. Als Spieler des Spiels wurde Harshal Patel ausgezeichnet.
| 5. Mai Scorecard | Mumbai (BS) | Delhi Capitals 207-3 (20)          | – | Sunrisers Hyderabad 186-8 (20) |
|                  |             | Delhi Capitals gewinnt mit 21 Runs |   |                                |

Delhi Capitals gewann den Münzwurf und entschied sich als Feldmannschaft zu beginnen. Als Spieler des Spiels wurde David Warner ausgezeichnet.
| 6. Mai Scorecard | Mumbai (BS) | Mumbai Indians 177-6 (20)         | – | Gujarat Titans 172-5 (20) |
|                  |             | Mumbai Indians gewinnt mit 5 Runs |   |                           |

Gujarat Titans gewann den Münzwurf und entschied sich als Feldmannschaft zu beginnen. Als Spieler des Spiels wurde Tim David ausgezeichnet.
| 7. Mai Scorecard | Mumbai (WS) | Punjab Kings 189-5 (20)                | – | Rajasthan Royals 190-4 (19.4) |
|                  |             | Rajasthan Royals gewinnt mit 6 Wickets |   |                               |

Punjab Kings gewann den Münzwurf und entschied sich als Schlagmannschaft zu beginnen. Als Spieler des Spiels wurde Yashasvi Jaiswal ausgezeichnet.
| 7. Mai Scorecard | Pune | Lucknow Super Giants 176-6 (20)          | – | Kolkata Knight Riders 101 (14.3) |
|                  |      | Lucknow Super Giants gewinnt mit 75 Runs |   |                                  |

Kolkata Knight Riders gewann den Münzwurf und entschied sich als Feldmannschaft zu beginnen. Als Spieler des Spiels wurde Avesh Khan ausgezeichnet.
| 8. Mai Scorecard | Mumbai (WS) | Royal Chall. Bangalore 192-3 (20)               | – | Sunrisers Hyderabad 125 (19.2) |
|                  |             | Royal Challengers Bangalore gewinnt mit 67 Runs |   |                                |

Royal Challengers Bangalore gewann den Münzwurf und entschied sich als Schlagmannschaft zu beginnen. Als Spieler des Spiels wurde Wanindu Hasaranga ausgezeichnet.
| 8. Mai Scorecard | Navi Mumbai | Chennai Super Kings 208-6 (20)          | – | Delhi Capitals 117 (17.4) |
|                  |             | Chennai Super Kings gewinnt mit 91 Runs |   |                           |

Delhi Capitals gewann den Münzwurf und entschied sich als Feldmannschaft zu beginnen. Als Spieler des Spiels wurde Devon Conway ausgezeichnet.
| 9. Mai Scorecard | Navi Mumbai | Kolkata Knight Riders 165-9 (20)          | – | Mumbai Indians 113 (17.3) |
|                  |             | Kolkata Knight Riders gewinnt mit 52 Runs |   |                           |

Mumbai Indians gewann den Münzwurf und entschied sich als Feldmannschaft zu beginnen. Als Spieler des Spiels wurde Jasprit Bumrah ausgezeichnet.
| 10. Mai Scorecard | Pune | Gujarat Titans 144-4 (20)          | – | Lucknow Super Giants 82 (13.5) |
|                   |      | Gujarat Titans gewinnt mit 62 Runs |   |                                |

Gujarat Titans gewann den Münzwurf und entschied sich als Schlagmannschaft zu beginnen. Als Spieler des Spiels wurde Shubman Gill ausgezeichnet.
| 11. Mai Scorecard | Navi Mumbai | Rajasthan Royals 160-6 (20)          | – | Delhi Capitals 161-2 (18.1) |
|                   |             | Delhi Capitals gewinnt mit 8 Wickets |   |                             |

Delhi Capitals gewann den Münzwurf und entschied sich als Feldmannschaft zu beginnen. Als Spieler des Spiels wurde Mitchell Marsh ausgezeichnet.
| 12. Mai Scorecard | Mumbai (WS) | Chennai Super Kings 97 (16)          | – | Mumbai Indians 103-5 (14.5) |
|                   |             | Mumbai Indians gewinnt mit 5 Wickets |   |                             |

Mumbai Indians gewann den Münzwurf und entschied sich als Feldmannschaft zu beginnen. Als Spieler des Spiels wurde Daniel Sams ausgezeichnet.
| 13. Mai Scorecard | Mumbai (BS) | Punjab Kings 209-9 (20)          | – | Royal Chall. Bangalore 155-9 (20) |
|                   |             | Punjab Kings gewinnt mit 54 Runs |   |                                   |

Royal Challengers Bangalore gewann den Münzwurf und entschied sich als Feldmannschaft zu beginnen. Als Spieler des Spiels wurde Jonny Bairstow ausgezeichnet.
| 14. Mai Scorecard | Pune | Kolkata Knight Riders 177-6 (20)          | – | Sunrisers Hyderabad 123-8 (20) |
|                   |      | Kolkata Knight Riders gewinnt mit 54 Runs |   |                                |

Kolkata Knight Riders gewann den Münzwurf und entschied sich als Schlagmannschaft zu beginnen. Als Spieler des Spiels wurde Andre Russell ausgezeichnet.
| 15. Mai Scorecard | Mumbai (WS) | Chennai Super Kings 133-5 (20)       | – | Gujarat Titans 137-3 (19.1) |
|                   |             | Gujarat Titans gewinnt mit 7 Wickets |   |                             |

Chennai Super Kings gewann den Münzwurf und entschied sich als Schlagmannschaft zu beginnen. Als Spieler des Spiels wurde Wriddhiman Saha ausgezeichnet.
| 15. Mai Scorecard | Mumbai (BS) | Rajasthan Royals 178-6 (20)          | – | Lucknow Super Giants 154-8 (20) |
|                   |             | Rajasthan Royals gewinnt mit 24 Runs |   |                                 |

Rajasthan Royals gewann den Münzwurf und entschied sich als Schlagmannschaft zu beginnen. Als Spieler des Spiels wurde Trent Boult ausgezeichnet.
| 16. Mai Scorecard | Mumbai (WS) | Delhi Capitals 159-7 (20)          | – | Punjab Kings 142-9 (20) |
|                   |             | Delhi Capitals gewinnt mit 17 Runs |   |                         |

Punjab Kings gewann den Münzwurf und entschied sich als Feldmannschaft zu beginnen. Als Spieler des Spiels wurde Shardul Thakur ausgezeichnet.
| 17. Mai Scorecard | Mumbai (WS) | Sunrisers Hyderabad 193-6 (20)         | – | Mumbai Indians 190-7 (20) |
|                   |             | Sunrisers Hyderabad gewinnt mit 3 Runs |   |                           |

Mumbai Indians gewann den Münzwurf und entschied sich als Feldmannschaft zu beginnen. Als Spieler des Spiels wurde Rahul Tripathi ausgezeichnet.
| 18. Mai Scorecard | Navi Mumbai | Lucknow Super Giants 210-0 (20)         | – | Kolkata Knight Riders 208-8 (20) |
|                   |             | Lucknow Super Giants gewinnt mit 2 Runs |   |                                  |

Lucknow Super Giants gewann den Münzwurf und entschied sich als Schlagmannschaft zu beginnen. Als Spieler des Spiels wurde Quinton de Kock ausgezeichnet.
| 19. Mai Scorecard | Mumbai (WS) | Gujarat Titans 168-5 (20)                         | – | Royal Chall. Bangalore 170-2 (18.4) |
|                   |             | Royal Challengers Bangalore gewinnt mit 8 Wickets |   |                                     |

Gujarat Titans gewann den Münzwurf und entschied sich als Schlagmannschaft zu beginnen. Als Spieler des Spiels wurde Virat Kohli ausgezeichnet.
| 20. Mai Scorecard | Mumbai (BS) | Chennai Super Kings 150-6 (20)         | – | Rajasthan Royals 151-5 (19.4) |
|                   |             | Rajasthan Royals gewinnt mit 5 Wickets |   |                               |

Chennai Super Kings gewann den Münzwurf und entschied sich als Schlagmannschaft zu beginnen. Als Spieler des Spiels wurde Ravichandran Ashwin ausgezeichnet.
| 21. Mai Scorecard | Mumbai (WS) | Delhi Capitals 159-7 (20)            | – | Mumbai Indians 160-5 (19.1) |
|                   |             | Mumbai Indians gewinnt mit 5 Wickets |   |                             |

Mumbai Indians gewann den Münzwurf und entschied sich als Feldmannschaft zu beginnen. Als Spieler des Spiels wurde Jasprit Bumrah ausgezeichnet.
| 22. Mai Scorecard | Mumbai (WS) | Sunrisers Hyderabad 157-8 (20)     | – | Punjab Kings 160-5 (15.1) |
|                   |             | Punjab Kings gewinnt mit 5 Wickets |   |                           |

Sunrisers Hyderabad gewann den Münzwurf und entschied sich als Feldmannschaft zu beginnen. Als Spieler des Spiels wurde Harpreet Brar ausgezeichnet.

### Playoffs

#### Spiel A
| 24. Mai 2022 Scorecard | Kolkata | Rajasthan Royals 188-6 (20)          | – | Gujarat Titans 191-3 (19.3) |
|                        |         | Gujarat Titans gewinnt mit 7 Wickets |   |                             |

Gujarat Titans gewann den Münzwurf und entschied sich als Feldmannschaft zu beginnen. Als Spieler des Spiels wurde David Miller ausgezeichnet.

#### Spiel B
| 25. Mai Scorecard | Kolkata | Royal Chall. Bangalore 207-4 (20)               | – | Lucknow Super Giants 193-6 (20) |
|                   |         | Royal Challengers Bangalore gewinnt mit 14 Runs |   |                                 |

Lucknow Super Giants gewann den Münzwurf und entschied sich als Feldmannschaft zu beginnen. Als Spieler des Spiels wurde Rajat Pitdar ausgezeichnet.

#### Spiel C
| 27. Mai Scorecard | Ahmedabad | Royal Chall. Bangalore 157-8 (20)      | – | Rajasthan Royals 161-3 (18.1) |
|                   |           | Rajasthan Royals gewinnt mit 7 Wickets |   |                               |

Rajasthan Royals gewann den Münzwurf und entschied sich als Feldmannschaft zu beginnen. Als Spieler des Spiels wurde Jos Buttler ausgezeichnet.

#### Finale
| 29. Mai Scorecard | Ahmedabad | Rajasthan Royals 130-9 (20)          | – | Gujarat Titans 133-3 (18.1) |
|                   |           | Gujarat Titans gewinnt mit 7 Wickets |   |                             |

Rajasthan Royals gewann den Münzwurf und entschied sich als Schlagmannschaft zu beginnen. Als Spieler des Spiels wurde Hardik Pandya ausgezeichnet.

## Statistiken
Die folgenden Cricketstatistiken wurden bei dem Turnier erzielt.
| Tests             | Tests                  | Tests   | Tests   | Tests   | Tests   | Tests   | Tests   | Tests   |
| Batting           | Batting                | Batting | Batting | Batting | Batting | Batting | Batting | Batting |
| Spieler           | Mannschaft             | Spiele  | Innings | Runs    | Average | HS      | 100s    | 50s     |
| ----------------- | ---------------------- | ------- | ------- | ------- | ------- | ------- | ------- | ------- |
| Jos Buttler       | Rajasthan Royals       | 17      | 17      | 863     | 57,53   | 116     | 4       | 4       |
| KL Rahul          | Lucknow Super Giants   | 15      | 15      | 616     | 51,33   | 103*    | 2       | 4       |
| Quinton de Kock   | Lucknow Super Giants   | 15      | 15      | 508     | 36,28   | 140*    | 1       | 3       |
| Hardik Pakdya     | Gujarat Titans         | 15      | 15      | 487     | 44,27   | 87*     | 0       | 4       |
| Shubman Gill      | Gujarat Titans         | 16      | 16      | 483     | 34,50   | 96      | 0       | 4       |
| Bowling           |                        |         |         |         |         |         |         |         |
| Spieler           | Mannschaft             | Spiele  | Overs   | Wickets | Average | BBI     | 5W      | 10W     |
| Yuzvendra Chahal  | Rajasthan Royals       | 17      | 68.0    | 27      | 19,51   | 5/40    | 1       | 0       |
| Wanindu Hasaranga | Royal Chall. Bangalore | 16      | 57.0    | 26      | 16,53   | 5/18    | 1       | 0       |
| Kagiso Rabada     | Punjab Kings           | 13      | 48.0    | 23      | 17,65   | 4/33    | 0       | 0       |
| Umran Malik       | Sunrisers Hyderabad    | 14      | 49.1    | 22      | 20,18   | 5/25    | 1       | 0       |
| Kuldeep Yadav     | Delhi Capitals         | 14      | 49.4    | 21      | 19,95   | 4/14    | 0       | 0       |